# Enchytraeus mediterraneus
Enchytraeus mediterraneus är en ringmaskart som beskrevs av Wilhelm Michaelsen 1925. Enchytraeus mediterraneus ingår i släktet Enchytraeus och familjen småringmaskar. Inga underarter finns listade i Catalogue of Life.